# Gianluca Belardi
Gianluca Belardi (Roma, 11 febbraio 1967) è un attore, autore televisivo e scrittore italiano.

## Carriera
Ha debuttato in tv nel 1998 in Zelig: facciamo cabaret su Italia 1 e, dopo aver preso parte alla trasmissione Zero a zero su Rai Tre, ha partecipato a varie edizioni di Zelig Off e di Zelig Circus.
Nel 2005 è stato ospite nelle due puntate dello show televisivo Ma chi ce lo doveva dire? per la regia di Riccardo Recchia, trasmesso su Canale 5 con Ficarra e Picone.
Nel 2006 debutta nella fiction con La sacra famiglia per la regia di Raffaele Mertes, con Alessandro Gassmann.
Interpreta poi il ruolo di Germano Grandi in Carabinieri 7 sempre per la regia di Raffaele Mertes.
Sempre nel 2006 è autore e protagonista della sitcom Via Verdi 49 prodotta da Einstein Multimedia, per Alice TV, con la regia di Riccardo Recchia.
Nel 2008 partecipa a tutte le puntate della sitcom Taglia e Cuci, con il Mago Forest e Giovanni Cacioppo, in onda sui canali Fox e nel 2010 interpreta il personaggio di Don Carlo nella fiction Al di là del lago, per la regia di Raffaele Mertes.
Al cinema debutta nel film La scuola è finita di Valerio Jalongo e partecipa anche al film Tutta colpa della musica con Marco Messeri per la regia di Ricky Tognazzi.
Nel 2011 partecipa al film Passannante (film) nel ruolo di Celletti.
Oltre all'attività di attore e di comico è noto per la sua attività di autore televisivo.
Dal 2008 al 2019 collabora ai testi della trasmissione satirica Striscia la notizia su Canale 5.
Nel 2010 è autore di Cuork - Viaggio al centro della coppia trasmissione comica trasmessa da LA7, con la regia di Sergio Colabona.
Da gennaio 2011 ad aprile del 2013 è coautore delle tre edizioni del programma di satira politica Gli Sgommati trasmesso da SkyUno e prodotto dalla Palomar, vincitore nel 2011 del Premio Satira Politica Forte dei Marmi
Dal 2012 al 2014 e nell'edizione 2019 è autore della trasmissione comica di Rai 2 Made in Sud con la regia di Sergio Colabona.
Dal 2015 al 2018 è tra gli autori di Stasera tutto è possibile su Rai 2 con la conduzione di Amadeus per la regia di Cristiano D'Alisera.
Dal 2019 al 2024 è tra gli autori di Stasera tutto è possibile su Rai 2 con la conduzione di Stefano De Martino  e la regia di Sergio Colabona.
Nel 2025 è tornato tra gli autori di Stasera tutto è possibile su Rai 2 con la conduzione di Stefano De Martino e la regia di Sergio Colabona.
Nel 2010 ha scritto gli spot per la campagna pubblicitaria di Telecom Italia con protagonisti Michelle Hunziker e Ficarra e Picone per la regia di Alessandro D'Alatri.
Ha pubblicato due libri, entrambi editi da Arnoldo Mondadori Editore: Non è colpa mia è che sono cresciuto negli anni 70 e Fai la nanna Nannina.
Nel 2024 ha co-sceneggiato il film Dove osano le cicogne distribuito da PiperFilm per la regia di Fausto Brizzi con Angelo Pintus Marta Zoboli Andrea Perroni Beatrice Arnera.
Nel 2024 ha co-sceneggiato il film Esprimi un desiderio distribuito da Notorious Picture per la regia di Volfango De Biasi con Max Angioni e Diego Abatantuono.